# Katua
Katua is een bestuurslaag in het regentschap Dompu van de provincie West-Nusa Tenggara, Indonesië. Katua telt 1282 inwoners (volkstelling 2010).